# Karin van Leyden
Karin van Leyden (* 23. Juli 1906 in Charlottenburg als Elisabeth Frieda Johanna Erna Kluth; † Juni 1977 in Lugano) war eine deutsch-amerikanische Malerin und Designerin.

## Werdegang
Karin van Leyden wurde als Elisabeth Frieda Johanna Erna Kluth in der elterlichen Wohnung in der Goethestraße 7 in Charlottenburg geboren. Sie war die älteste von drei Töchtern von Walter Julius Kluth und Gertrud Johanna Bach. Von 1925 bis 1927 besuchte sie die Kölner Werkschulen, wo sie bei Richard Seewald (1889–1976) und Johan Thorn Prikker (1886–1932) lernte.
Karin Kluth lernte 1927 den niederländischen Maler Ernst Leyden (* 1892 in Rotterdam; † 1969 in Versailles) in einem Dorf bei Ascona kennen, wohin sie mit der Werkschule gefahren war. Sie kehrte nicht nach Köln zurück, sondern reiste mit ihm nach Ägypten, Syrien, Libanon und Italien, wo sie Claude Schaeffer, Dolf Grelinger, Unger, Count Uberto Strozzi, Marcel Raval und Paul Haesaerts trafen. Die beiden heirateten am 19. Mai 1932. Im selben Jahr wurde der gemeinsame Sohn Ragnar geboren, der sich als Filmemacher einen Namen machte.
An der Akademie in Florenz nahm sie Malstunden bei Chigi. Durch ihren Mann lernte sie Piet Mondrian, Theo van Doesberg und Willem de Kooning kennen. Bis 1932 lebten sie in Loosdrecht (Niederlande) und Paris, wo sie sich in Künstlerkreisen bewegten und Marc Chagall, Jules Pascin, Tsoguharu Fujita, Ossis Zadkine, Giorgio de Chirico, Francis Picabia, Christian Bérard und Man Ray, der sie für das Cover einer Zeitschrift fotografierte, trafen.
Nach ihrer Hochzeit 1932 gab Ernst Leyden sein Studio in Paris auf und zog mit seiner Frau und seinem Sohn nach Sintra in Portugal. Sie blieben dort bis 1936, lebten danach eine Weile in Capri und zogen dann nach London. 1938 reiste Karin Leyden allein nach New York, wo sie eine Ausstellung für die Marie Sterner Galleries vorbereitete.
1939 flohen Karin und Ernst Leyden vor dem Zweiten Weltkrieg von Loosdrecht in die USA nach New York. Hier änderten sie ihren Namen in van Leyden. 1941 zog die Familie für einige Zeit nach Mexiko, weil ihr Visum für die USA auslief. In Hollywood verkehrten sie im damaligen Künstlermilieu und trafen Frank Lloyd Wright, Max Ernst, Aldous Huxley, Bertolt Brecht, Salvador Dalí, Igor Strawinsky, Arnold Schönberg, Arthur Rubinstein, Charles Laughton, Charlie Chaplin, Eric Mendelsohn und Henry Miller. Die Immobilienpreise waren nach dem Angriff auf Pearl Harbour am 7. Dezember 1941 niedrig, und so kauften sie eine Ranch mit einer großen Scheune in Brentwood, Kalifornien.
1947 fuhren Karin und Ernst van Leyden erneut für einen längeren Aufenthalt nach Mexiko, wo sie sich mit der Maya- und Azteken-Kultur beschäftigten und sich mit Diego Rivera, José Clemente Orozco und Rufino Tamayo anfreundeten. Kurz danach reisten sie das erste Mal nach dem Krieg wieder nach Europa. Ernsts Schwester hatte ein deutsches Konzentrationslager überlebt, Karins Eltern und Schwestern die Bombardierungen auf Köln. 1949 erhielten Ernst, Karin und ihr Sohn die amerikanische Staatsbürgerschaft. 1957 kehrten sie nach Europa zurück. Sie arbeiteten nun in Paris, Venedig oder New York, die Ranch in Kalifornien hatten sie verkauft. Ernst fühlte sich nicht mehr wohl in Metropolen wie Paris und New York und kaufte ein heruntergekommenes Landhaus, L’Enclos sur Lieutel nahe Paris, das sie renovierten. Karin vermisste zunehmend Italien und zog schließlich in die Nähe ihrer Schwester Charlotte nach Lugano in der Schweiz, von wo aus sie ausgedehnte Reisen nach New York unternahm. Ernst traf sie seit Anfang der 60er Jahre nur noch selten und wenn, dann in den USA.

## Künstlerische Arbeiten
Bilder signierte Karin van Leyden meist mit Karin, Corina, Carina oder auch Casarina. Die ersten Verkäufe ihrer Arbeiten machte sie 1927 in Ascona: Sie verkaufte einige Gouache-Bilder an Baron von der Heydt, um Geld für einen weiteren Aufenthalt zu haben. 1928 nahm sie mit Ölbildern an einer Ausstellung in Köln teil.
Ab 1932 zeichnete sie und malte in Portugal Landschaftsbilder; außerdem schrieb sie ein illustriertes Buch. 1936 malte sie einige Wandbilder für Sir Thomas Bazley in Hatherop Castle.
1937 wurde eins ihrer Ölbilder von der Galerie Nationale du Jeu de Paume in Paris erworben.
Von 1940 bis 1957 entstanden in den USA Wandbilder in Privathäusern, Hotels und Restaurants – unter anderem im Beverly Hills Hotel in Los Angeles und im America House in New York – und mit bemaltem Glas verzierte Holzmöbel, außerdem Porträts von Gloria Vanderbilt, Charlie Chaplin, Thomas Mann und reichen Damen der amerikanischen Society. Daneben übernahm Karin van Leyden Auftragsarbeiten für Werbung. 1941 eröffnete sie eine gemeinsame Ausstellung mit Ernst van Leyden in der Georges Wildenstein Gallery in New York.
Karin und Ernst van Leyden entdeckten 1947 die Kultur der Maya und Azteken durch Diego Rivera, Orozco and Rufino Tamayo und wurden in ihren Arbeiten dadurch beeinflusst.
Ab 1953 drückte sie sich mit abstrakten Arbeiten in Öl auf Leinwand und später Collagen aus. 1957 verarbeitete Karin van Leyden weiterhin mexikanische Einflüsse in italienischen Themen.
1966 stellte van Leyden eine Reihe kleiner Collagen her, die auf Baumwolle gemalt sind. Sie erinnern an Giorgio Morandis Arbeiten.

## Museen mit Werken von Karin van Leyden
- Stedelijk Museum, Amsterdam
- Museum Boijmans Van Beuningen, Rotterdam
- Tate Gallery, London
- National Gallery, London
- Musée d’art moderne de la Ville de Paris
- Musée du Jeu de Paume, Paris
- Musées royaux des beaux-arts de Belgique/Bruxelles
- Solomon R. Guggenheim Museum, New York
- Whitney Museum, New York
- Santa Barbara Museum of Art, Kalifornien
- Museu do Chiado, Lissabon
- Museu de Arte Contemporânea de Serralves, Porto
- Kunstgewerbe-Museum Köln
- Museum Kairo
- Museum Budapest